# Dyade (Egyptische mythologie)
Een dyade, Grieks: δυάς, δυαδ-, van δύο twee, zijn twee goden in de Egyptische mythologie, die bij elkaar horen. De goden werden vaak in tweetallen geplaatst omdat dit mooi is of het evenwicht bewaart tussen man en vrouw. De vrouw is altijd te herkennen aan de -t aan het eind van haar naam. Voorbeelden van tweetallen:
- Sokar m en Sokaret v
- Anubis of Inpu m en Input v
- Tefnoet v en Tefen m
- Sesjat v en Sesja m